# Métropole de Hong Kong et de l'Asie du Sud-Est
La Métropole de Hong Kong et de l'Asie du Sud-Est (en chinois traditionnel : 正教會普世宗主教聖統香港及東南亞都主教教區) est une juridiction de l'Église orthodoxe en Asie du Sud-Est, elle est une éparchie du Patriarcat œcuménique de Constantinople. L'évêque porte le titre de Métropolite de Hong Kong et de l'Asie du Sud-Est et son siège est à Hong Kong (titulaire actuel : Nectaire Tsilis depuis le 9 janvier 2008).

## Histoire
En novembre 1996, le Saint Synode de Constantinople pris la décision de fonder une nouvelle métropole avec siège à Hong Kong pour couvrir les besoins pour toute l'Asie du Sud, du Sud-Est et de l'Est.
Le 2 décembre de la même année, l'archimandrite Nikitas Lulias fut élu pour être le premier métropolite de Hong Kong.
Le 8 janvier, le Saint Synode de Constantinople a créé la métropole de Singapour par division de la Métropole de Hong Kong.

## Organisation

### Siège
Le siège de la métropole est la cathédrale Saint Luc de Hong Kong.

### Structure territoriale
- Exarchat des Philippines
- Exarchat de Taïwan